# Omajjád művészet

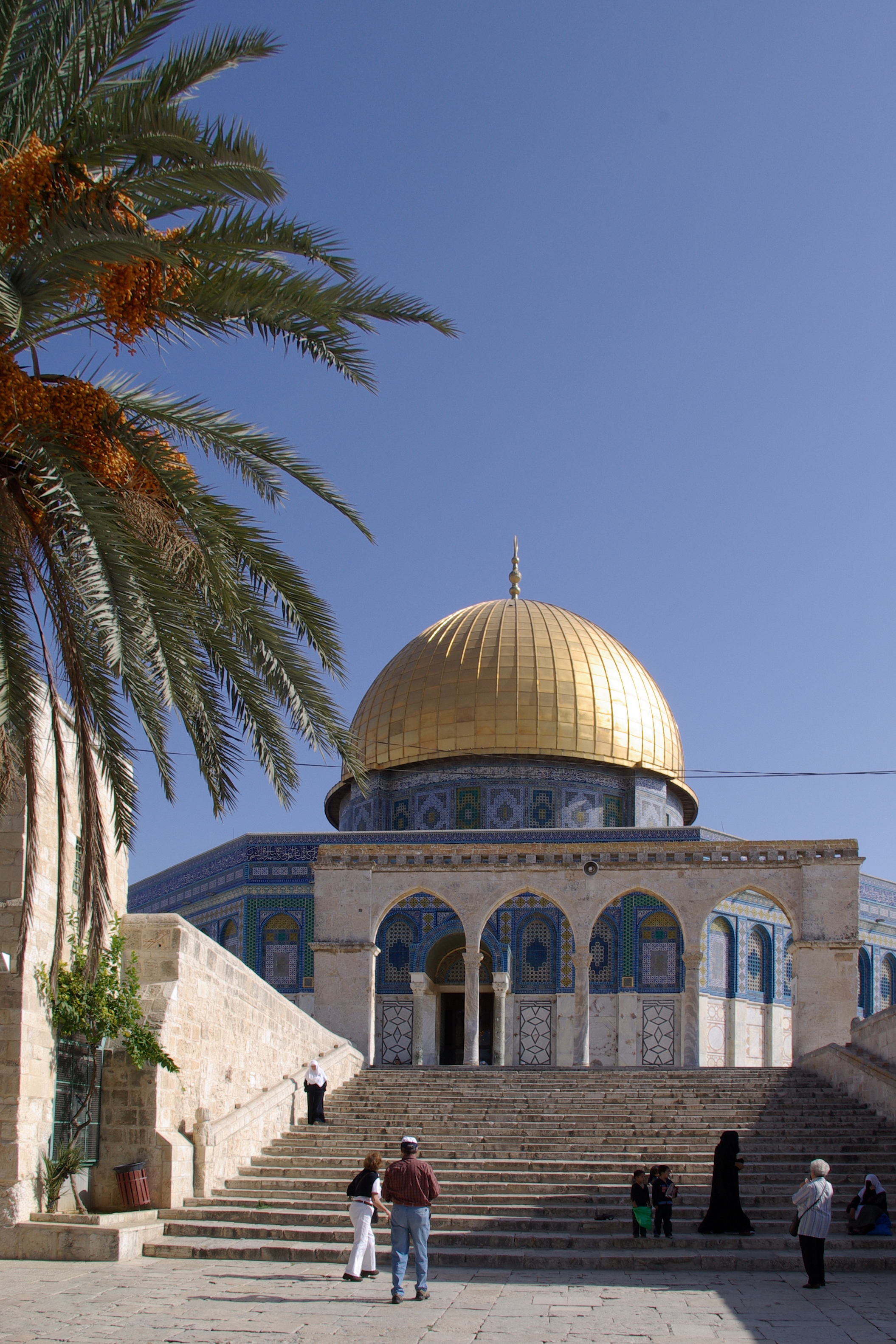
Jeruzsálem, Sziklamecset

Az omajjád művészethez tartozik a 661 és 750 között uralkodó Omajjád dinasztia uralma alatt a Közel-Keleten, Észak Afrikában és az Ibériai-félsziget déli részén készült műalkotások együttese. Legjelentősebb napjainkig fennmaradt építészeti alkotásaik közé tartozik a jeruzsálemi Szikladóm Izraelben, a damaszkuszi nagymecset Szíriában és a Córdobai nagymecset az Ibériai-félsziget déli részén.

## Háttér

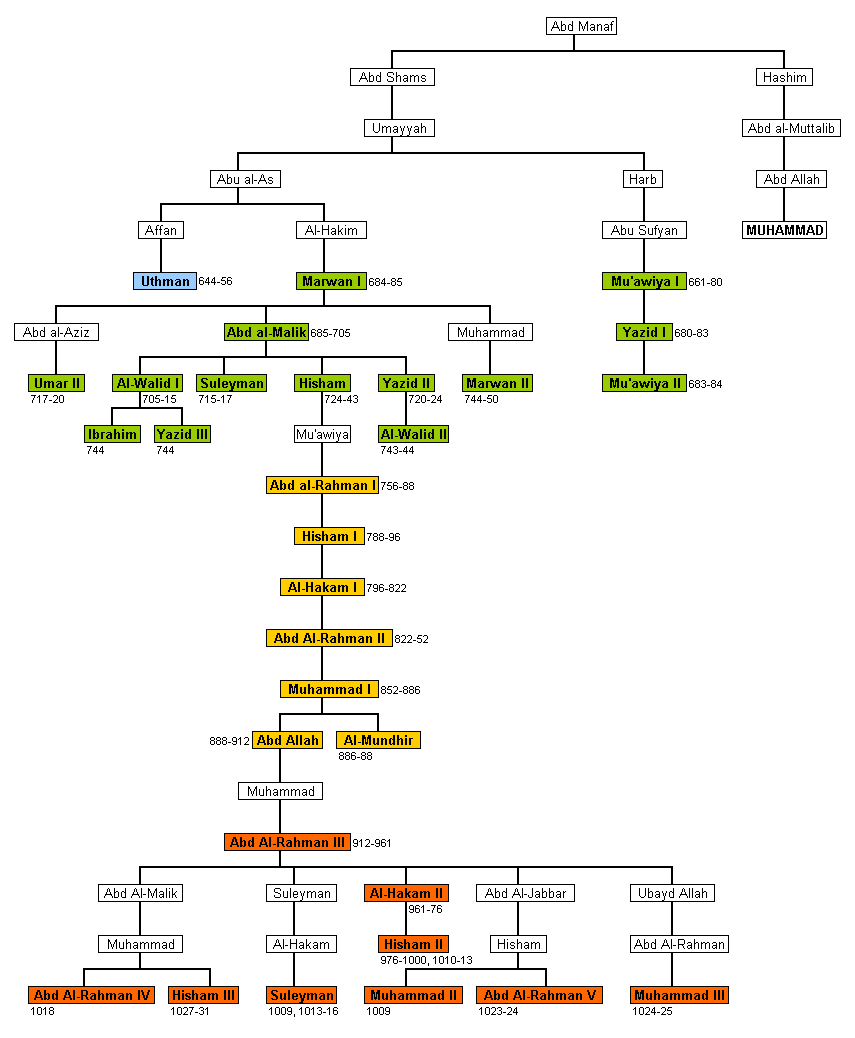
Az Omajjádok családfája

A 661 és 750 között uralkodóOmajjádok központja Szíriában volt és Damaszkuszt tekintették fővárosuknak. Szíria területén a két legjelentősebb arab törzs a Kurajs (amelyhez az Omajjádok is tartoztak) és a vele ellenséges viszonyban álló kalb törzs volt. Az Omajjád család számos hercegének anyja a kalb törzsből származott, de ezek a rokoni kapcsolatok nem csillapították a törzsek közötti ellenségeskedést, hanem ellenkezőleg, az uralkodócsaládon belül is viszályt okoztak. Az Omajjád-ház kalifái a gyakran kitörő járványok miatt ritkán tartózkodtak Damaszkuszban, idejük nagy részét az ún. sivatagi kastélyaikban töltötték. Ezeken a kastélyokon felismerhetőek az iráni szászánida építészet hatásai. A kalifák követendő példának tekintették a szászánida uralkodók életstílusát. Az Omajjádok uralkodásuk alatt folyamatosan növelték a kalifátus területét. 711-ben nyugaton átkeltek a Gibraltári-szoroson, keleten az Indus folyón. 712-ben meghódították Szamarkandot, 717-718-ban eljutottak Konstantinápolyig és kísérletet tettek elfoglalására. 732-ben a Frank Birodalom ellen folytatott inváziójukat csak Martell Károly tudta megállítani a poitiers-i csatában. A meghódított térség végül a Bizánci Birodalomtól az egykori szászánida területekig terjedt, magával foglalva a mai Irán és Irak területét. A meghódított területeken egy darabig megőrizték a közigazgatás eredeti nyelvét, az arab csak a 7. század végén lett hivatalos nyelv, addig Damaszkuszban a görög, Kúfában és Dél-Irakban a közép-perzsa, Egyiptomban a kopt volt a hivatalos nyelv. A muszlimokat és a más vallásúakat is adóztatták, de eltérő mértékben. Az adóbevételek mellett a hódítások időszakában hatalmas mennyiségű hadizsákmány áramlott az államkincstárba. Ennek az óriási vagyonnak köszönhetően tudtak a kalifák költséges építkezéseket finanszírozni. Az adózás egy sajátos formája volt a városokra vagy kisebb közösségekre kivetett közmunka kötelezettség, amely az egész birodalom lakosságát érintette. Így különböző országokból származó mesteremberek dolgoztak a szíriai építkezéseken pl. Egyiptomból, a mai Irak területéről vagy Bizáncból, ahonnan a kalifák többször kértek mesterembereket a bizánci császártól. Egy nagyobb építkezés komoly szervezési feladatot jelentett, be kellett szerezni az építőanyagokat, kőfaragókat, ácsokat, kőműveseket vezényeltek meghatározott helyekre, és megszervezték ellátásukat. Számos esetben kőbányának használták az ókori épületeket, erre utalnak az omajjád épületek falaiban megtalálható ókori oszlopok és egyéb épületelemek. 746-ban egy földrengés óriási pusztítást okozott a Közel-Keleten, és számos épületet romba döntött. Az Omajjádokat meggyengítették a törzsi viszályok, ezenkívül rendkívül súlyos gondot jelentettek a folyamatos trónöröklési problémák. Ezenkívül egész uralmuk alatt folyamatosan voltak a lázongások és felkelések a birodalom egész területén. Az Omajjádok uralmának az abbászida felkelés vetett véget, akik Mohamed próféta egyik nagybátyjára vezették vissza trónigényüket és vallási ürüggyel támadtak az Omajjádok "istentelen" államára. 750-ben, miután az utolsó kalifa vereséget szenvedett a Tigris egyik mellékfolyójánál egy jaffai ünnepségen lemészárolták a dinasztia még életben lévő tagjait. Egy hercegnek sikerült elmenekülni a Magrebbe, később ő lett a Córdobai Kalifátus megalapítója.

## A korai iszlám kor mecsetei
Az omajjád kori mecseteket (a Kúfában épült mecset után) ún. kúfai típusú mecsetnek nevezik. A hagyomány szerint Mohamed medinai házához hasonlítanak, amelyet a tágas udvarral együtt egy vályogtégla fal vett körül. Az udvar később fokozatosan az összegyűlt hívek imahelyévé vált. Az udvar déli oldalának egy részét lefedték, a helyiség tetőszerkezetét pálmafatörzsek tartották, a tetőt pálmalevelekkel borították. Így létrejött a mecsetnek az udvarból és az imateremből álló alapszerkezete. Amikor az arabok hódításaik során sorban foglalták el a városokat, imádkozáshoz általában a helyi közösségek által már szakrális célokra használt épületeket vették igénybe. Az eredetileg katonai táboroknak épült újonnan alapított városaikban mecseteket emeltek, amelyek imahelyül szolgáltak a városok egész muszlim lakosságának számára. Ezek nagyméretű építmények voltak, mert elég tágasnak kellett lenniük ahhoz, hogy az egész közösséget befogadják.

### Kúfa
Egyes esetekben a már meglévő épületeket újabb, nagyobb mecsetekkel helyettesítették, ez történt Kúfában is. Ez az épület napjainkra teljesen elpusztult, csak irodalmi forrásokból tudunk róla. Alaprajza négyzet alakú volt, oldalhosszúságát a 104 méteresre becsülik. Tetejét a kiblafallal párhuzamosan futó öt kőből készült oszlopsor tartotta. Az oszlopok magassága elérhette a 15 métert. A mennyezetet tikfából készült gerendázat tartotta. A mecsetnek nem volt mihrábja, és a tetőt tartó oszlopok szabályos elrendezése miatt az imaterem egyik része sem különült el a többitől.

### Vászit
Vászit városában 702-ben kezdték el építeni a mecsetet Abd al-Malik kalifa uralkodása alatt, aki Haddzsádzs ibn Júszufot nevezte ki kormányzóvá és megbízta, hogy hozza létre a város új közigazgatási központját, amelyben rendkívül fontos szerepet szántak a mecset épületének. A kormányzó célja az volt, hogy a közös imahely véget vessen az arab törzsek közötti folyamatos viszálykodásnak. A mecsetet a kúfai épület mintájára alakították ki, de lényeges eltérések is felfedezhetőek rajta. Az imatermet itt is öt párhuzamosan futó oszlopsor osztja fel, de az imaterem közepén lévő területet elkülönítették a többitől. Ez volt a kormányzó helye, a makszúra, amelyet gazdagon díszített oszlopokkal választottak el az imaterem többi részétől.

### Medina
707-ben I. al-Valíd kalifa uralkodása idején lerombolták a régi medinai mecsetet, és egy nagyobb épülettel helyettesítették. Az új mecset lényeges újítása volt a mihráb megjelenése. A mihráb egy, a kiblafalban kialakított imafülke. A mihráb formája emlékeztet a keresztény templomok apszisára, formája az építkezésen dolgozó Egyiptomból származó kopt mesterembereknek köszönhető. Az imafülkékről szóló első feljegyzések 709-ből valók.

## A jeruzsálemi Szikladóm

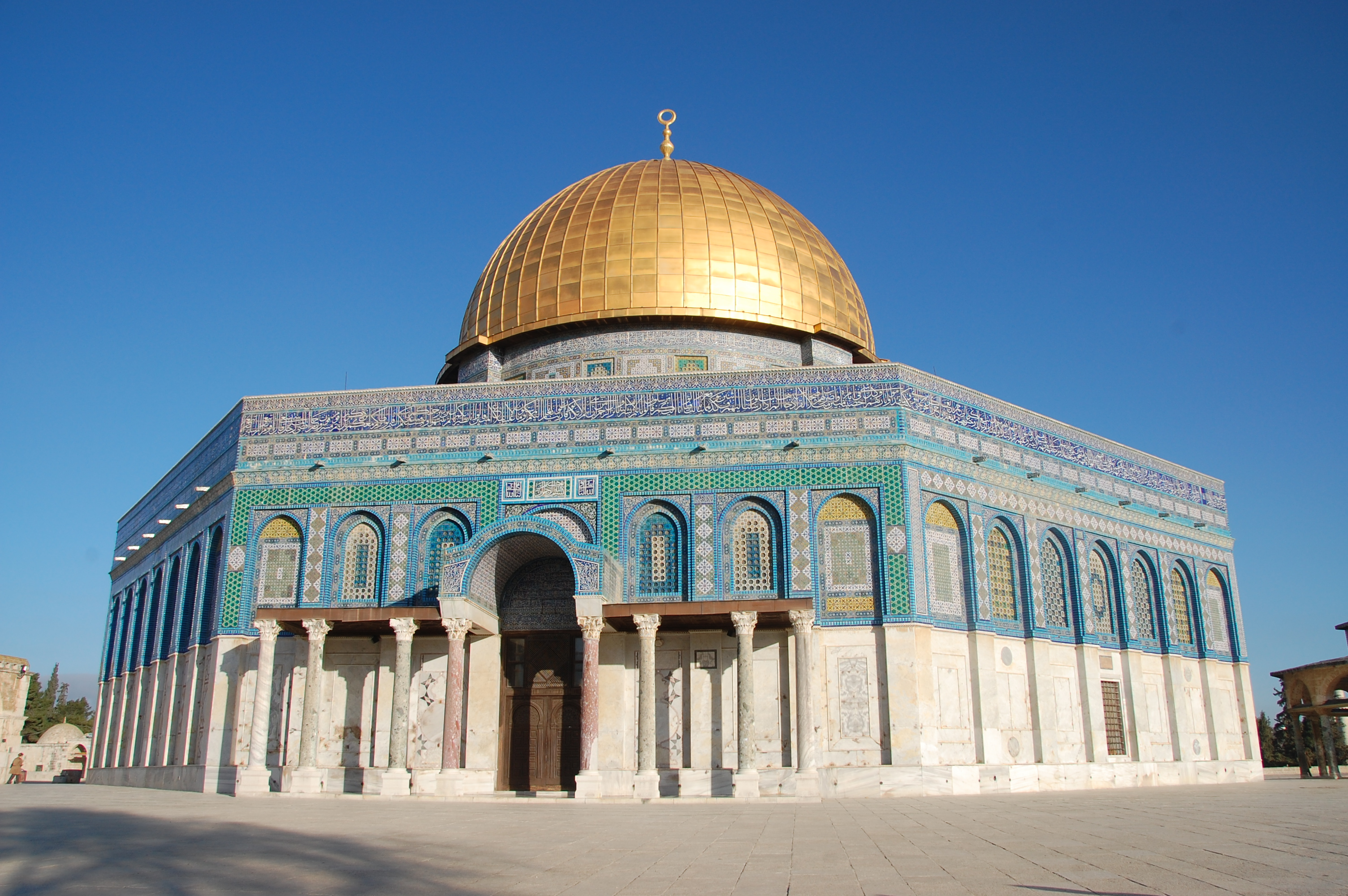
A Szikladóm

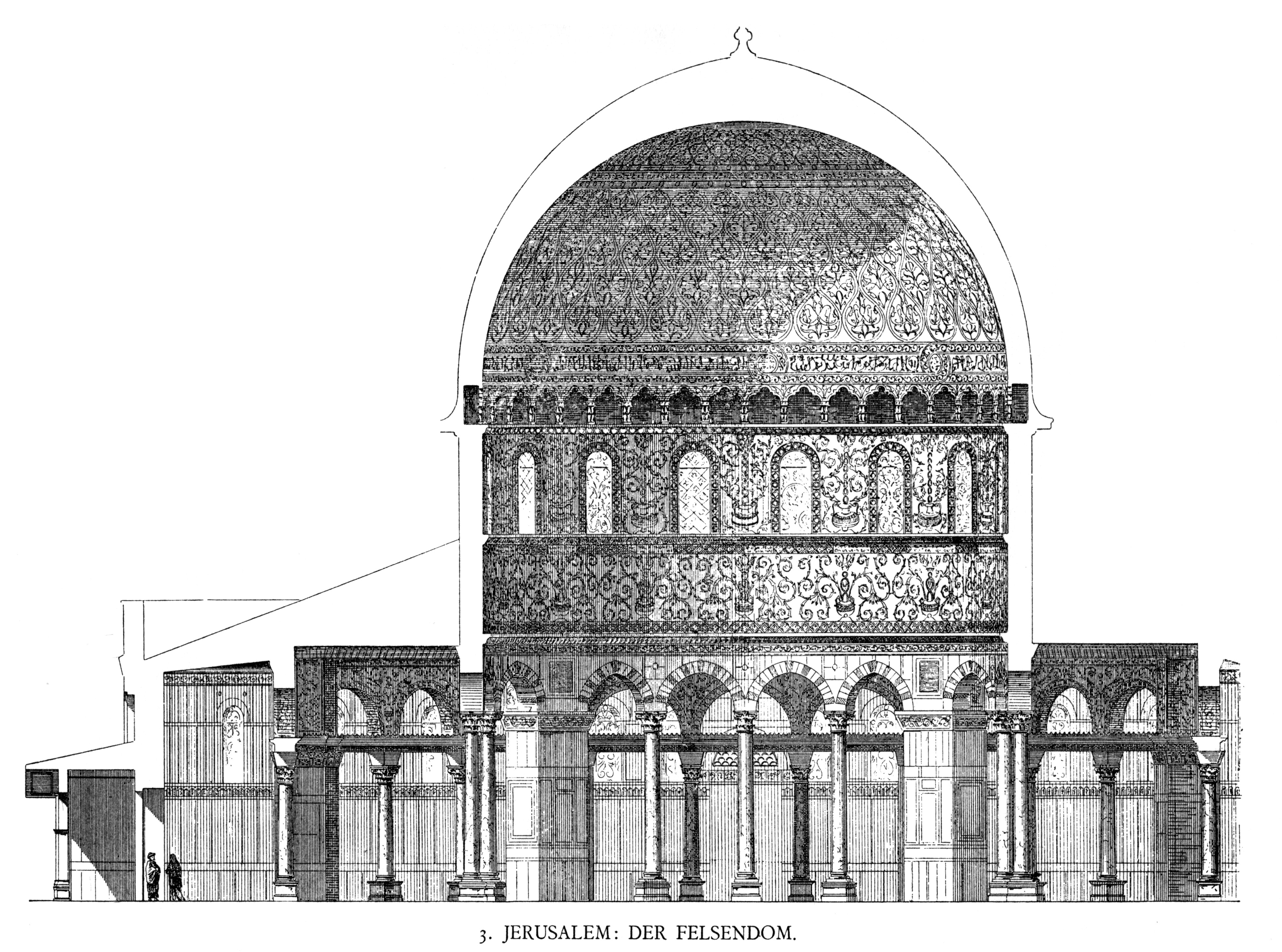
A Szikladóm metszete

A Szikladóm arról a szikláról kapta a nevét, amelyen a hagyomány szerint Ábrahám akarta Izsákot feláldozni. Ellentétben a többi mecsettel ahova elsősorban imádkozni járnak a hívek a Szikladóm elsősorban zarándokhely. A korai iszlám építészet e kivételes alkotását a 7. század utolsó évtizedében építették Abd al-Malik kalifa parancsára. A templomot belpolitikai okokból emelték. A jeruzsálemi Templomhegy felhasználásával Adb al-Malik kalifa a mekkai szentélyt ellensúlyozó épületet kívánt létrehozni. Az építkezésnél a kalifa kizárólag idegen származású mesterembereket foglalkoztatott, ennek az lehetett az oka, hogy a kevés építési tapasztalattal rendelkező arabokra nem merte rábízni a nagyszabású építkezés lebonyolítását. Azért nyolcszögletes az alaprajza, mert Abd al-Malik kalifa zarándokhellyé nevezte ki a területet, így a Sziklát ugyanúgy, mint a Kábát körbe kellett járni. A kalifátus helyzetét nehezítő folyamatos trónutódlási gondok során a kalifa vitába keveredett Mekka és Medina vezető köreivel, és úgy akarta csökkenteni befolyásukat, hogy a szíriaiaknak megtiltotta a mekkai zarándoklatot és a Kába helyett a Sziklát kellett körbejárniuk. A Kábával együtt a Szikladóm a legrégebbi iszlám építészeti emlék, amely megőrizte eredeti funkcióját. A templom gondozása a mekkai és medinai szent helyekhez hasonlóan a kormányzat feladata volt.
A Szikladómbelső díszítésének nagyobb része eredeti állapotban maradt meg. A falak alsó részét kőlapokkal, felső részét mozaikokkal borították. A kőlapok mintázata bizánci eredetű. A mozaikok egy kertet ábrázolnak, különböző növénymotívumok, fák és gyümölcsök ismerhetők fel rajtuk. Az aranyozott kupola harminc méterrel emelkedik a Szikla fölé. Valójában két egymásra helyezett kupolából áll, amelyeket fabordákkal választottak el egymástól. A két kupola közötti üreget parafával töltötték ki, ez a réteg tompítja a jeruzsálemi klímára jellemző hőmérsékletingadozások hatását, ami enélkül komolyan károsítaná belső díszítését. A fából készült kupola folyamatos karbantartást igényel, jelentősebb restaurálások történtek Szaladin (1187), a mamlúk An-Nászir Muhammad (1318-1320) és az oszmán II. Mahmud (1818) szultánok uralkodása alatt. Stukkótechnikával készült aranyozott belső borítása valószínűleg 1818-ban készült. A kupola kör alakú dobon nyugszik, amely négy támpilléren áll. Felirata kúfi stílusú arab szöveg, ez a legkorábbi ilyen stílusú felirat az iszlám építészet történetében. A szövegek a Koránból valók, kiválasztásuk szokatlan, és arra szolgálnak, hogy kiemeljék az iszlám vallás felsőbbrendűségét egy keresztény környezetben. A szövegben az egyik idézet Allahot teremtőként mutatja be, a következő Mohamedet a zsidó próféták és Jézus utódjának írja le. Majd egy szokatlanul hosszú szövegrész foglalkozik Jézussal és Szűz Máriával iszlám megközelítésből.
Az épület közepén található Sziklát tizenkét különböző stílusú, más-más oszlopfőben végződő a Szikladómnál is régebbi épületekből származó oszlop veszi körül. Felettük árkádokat alakítottak ki, egy-egy árkádrész három oszlop felett ível át. Az épület a kupoladobon és az alsó, nyolcszögű alsó szinten található ablakokon keresztül kap fényt.
Az épület felső részét eredetileg kívül is aranymozaikokkal borították, az oszmán uralom alatt azonban Nagy Szulejmán utasítására 1552-ben kívülről színes csempékkel díszítették. Külső oldalán a csempeburkolatot kalligráfiával díszített csempesor zárja le. A kupoladobot is csempedíszítéssel látták el, felületét ólomüveg ablakok tagolják. A csempeborítás is folyamatos karbantartást igényel, az utolsó nagyszabású renoválást 1959 és 1964 között végezték el. A rövid életű keresztény uralom alatt Templum Domini (Az Úr Temploma) néven keresztény templomként működött, innen ered a templomos lovagok neve.

## A damaszkuszi nagymecset

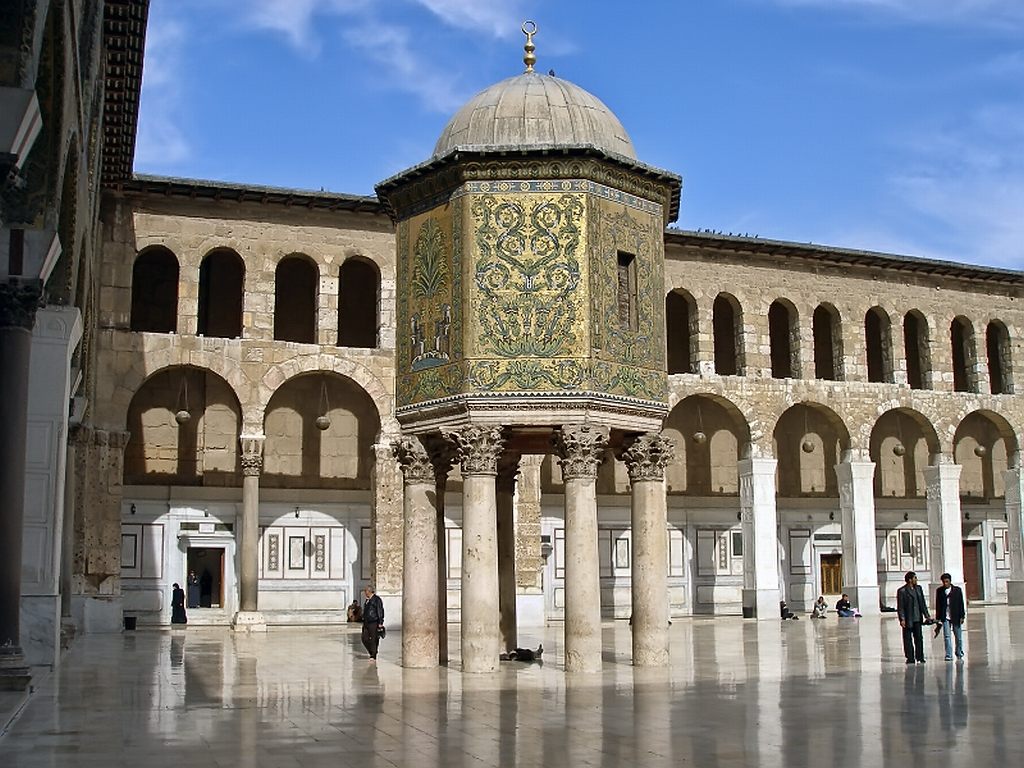
Az udvar részlete a kincstárral

A damaszkuszi nagymecsetet I. Al-Valíd kalifa uralkodása alatt kezdték el építeni 706-ban. Az építkezést az uralkodó testvére Szulejmán ibn Abd al-Malik felügyelte. A mecset építésekor átalakították az egykori Jupiter-templom helyén álló Keresztelő Szent János-bazilikát, ami heves tiltakozást váltott ki a helyi keresztény lakosságból. Az épület tíz év alatt készült el, és felülmúlt minden korábbi mecsetet. A Jupiter-templom megmaradt külső fala lett a mecset külső fala is, ami így meghatározta az új épület méreteit. Területe 100 x 157,5 méteres, másfélszer akkora, mint a korábbi helyőrségi mecsetek területe. A déli oldalon található imatermet két oszlopsor osztja fel három hajóra, így a mecset szerkezete a keresztény egyházi épületekére emlékeztet, eltekintve a mecset és a keresztény templomok eltérő tájolásától. (A keresztény bazilika hajói az apszis felé mutatnak, a mecsetek oszlopsorai viszont a kiblafal előtt keresztben vannak, és a hívek az oszlopokkal párhuzamosan állnak.)

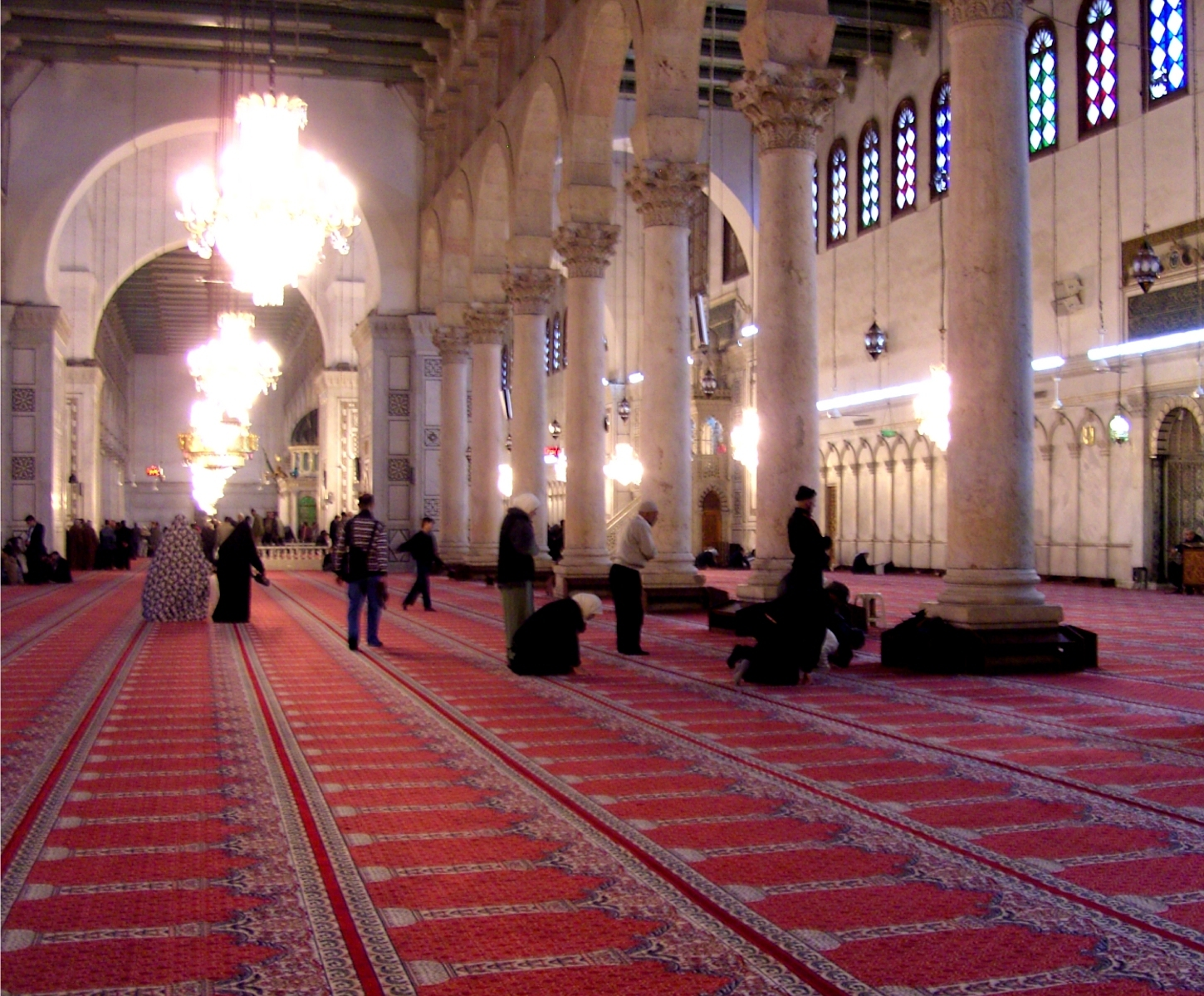
Az imaterem

Ez volt az első olyan imaterem,. ahol boltíveket alkalmaztak annak érdekében, hogy a tartóoszlopok a lehető legtávolabb kerüljenek egymástól. Így hívőknek jobb rálátásuk volt az imafülkére. Az imaterem közepén, szemben az imafülkével, nagyméretű kereszthajót alakítottak ki, a négyezet fölött boltozatos kupolával. A kiblafalban álló imafülke első alkalommal vált kiemelt jelentőségűvé, mert a kereszthajóba helyezték és előtte kupola magasodik. A kupola alatti területen volt a makszúra, az uralkodó díszhelye. Az omajjád korban gyakran maga a kalifa vezette az istentiszteletet. Az épület a kupola dobjában, valamint az oldalfalakban kialakított ablakokon keresztül kap fényt. A 13. század végén a mamlúk uralom alatt egy második imafülke is épült, amelyet értékes kövekkel díszítettek.
1893-ban egy tűzvész súlyos károkat okozott az épületben. A tűzvészben a mamlúkok által épített imafülke is megsemmisült a nagymecset többi berendezési tárgyával együtt. Az eredetileg mintegy négyezer négyzetméternyi területet beborító aranymozaik díszítésből csak töredékek maradtak meg. Számos késő antik korból származó oszlopot a helyreállítás során modern oszlopokkal váltottak fel. A jelenlegi imafülke és a mellette látható minbar (szószék) 1894-ből való. Az udvaron a másik három oldalon egyhajós kerengőket alakítottak ki. A kerengő belsejében lévő mozaikok nagy része jó állapotban maradt meg, az udvar mozaikjainak azonban már csak kis töredéke látható. Az udvaron az oszlopok feletti íveket növény- és famintákat ábrázoló mozaikokkal díszítették. Az udvar északnyugati sarkában fennmaradt a régi kincstár, ami egy kisméretű, kupolával fedett nyolc oszlopon álló épület. Tartóoszlopainak nincs talapzata az oszlopokat egyszerűen az udvarba süllyesztették. Modern mozaikdíszítése a 20. század végén készült, stílusa hasonlít a mecset belsejében található mozaikdíszítés stílusára.

## Az Omajjádok városi palotái Damaszkuszban és Kúfában
Az omajjád-kor városi palotáit csak régészeti feltárásokból és írott források alapján ismerjük. Damaszkuszban a kalifa palotája a nagymecsettől déli irányban helyezkedett el. A források szerint a palotának zöld színű kupolája volt, és medence is tartozott hozzá. Minden muszlim városra jellemző volt, hogy a nagymecset és a palota nagyon közel volt egymáshoz. A kúfai városi palota egy várra emlékeztetett, egy kb. hetven méter oldalhosszúságú négyszögletes alapra épült. Védelmét tornyokkal erősítették meg. A bejárattal szemben egy háromhajós csarnokot alakítottak ki, amely egy kupolával fedett helyiségbe vezetett. A csarnok és a kupolával fedett tér volt a helyszíne a tanácsüléseknek és a fogadásoknak.

## Az Omajjádok sivatagi palotái

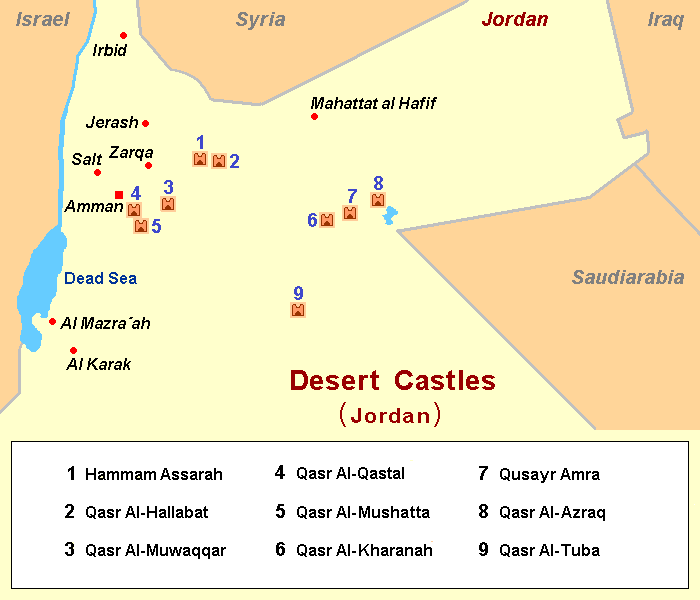
A sivatagi paloták elhelyezkedése

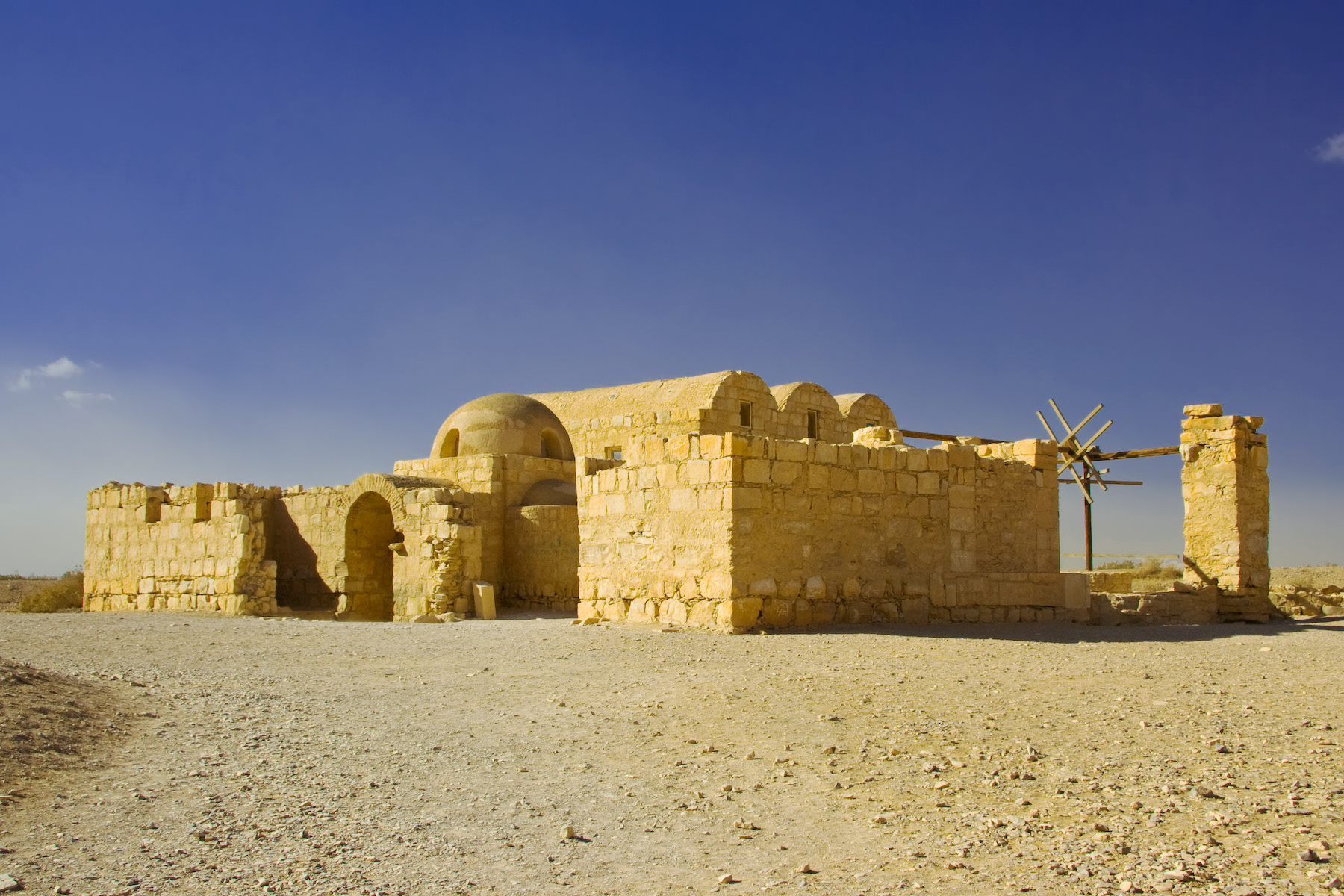
Kuszair Amra

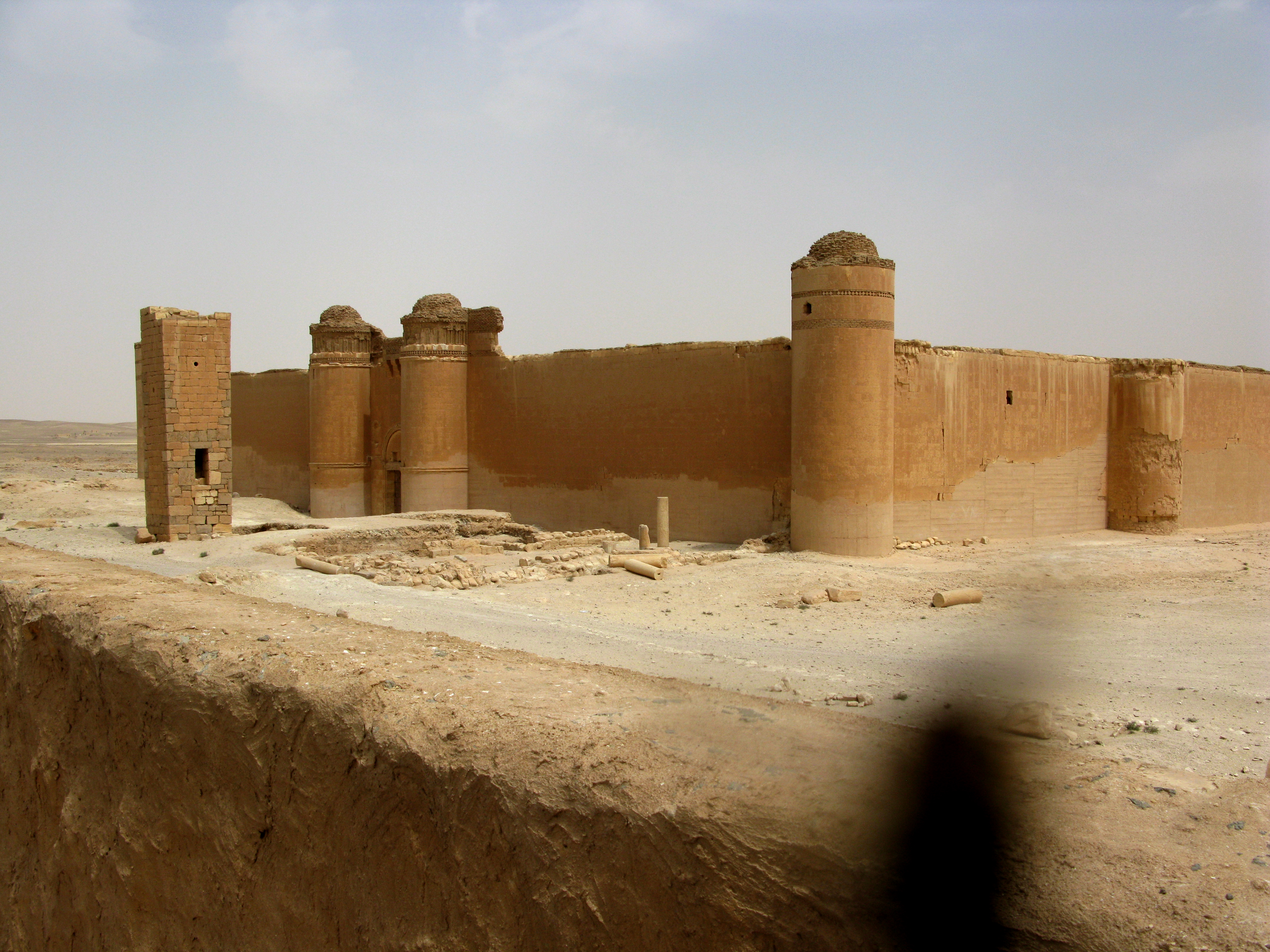
Kaszr al-Hair as-Sarki

Az omajjád-korban épült ún. sivatagi palotákból csak romok maradtak meg. Kivételt képez Kuszair Amra kisméretű "fürdőpalotája", amely napjainkban is jó állapotban van, csak díszítése sérült meg. Az omajjádok bukása után a palotákban nem laktak, így azok, amelyek nem semmisültek meg a 746-os földrengésben később a karbantartás hiánya miatt pusztultak el. A paloták egy részét már építésük során befejezetlenül hagyták. A "sivatagi palota" megnevezés félrevezető lehet, mert nem ténylegesen a sivatagban, hanem az akkor még termékeny területen álltak. Egy kivételével mindegyik palota védőtornyokkal ellátott citadella formájú, átlagos oldalhosszuk kb. hetven méter. A szobákat egy tágas udvar körül alakították ki a kisebb paloták esetében ezt az udvart lefedték. A sivatagi paloták a jordániai Kaszr al-Musatta, Kaszr al-Tuba és Kuszair Amra palotáitól a palesztinai Jerikónál található Kirbat al-Mafdzsar épületkomplexumáig, az izraeli Genezáret-tónál épült Kirbat Minjáig, valamint a szíriai Uszaisz, Kaszr al-Hair a-Gabi és Kaszr al-Hair as-Sarki palotákig egy hosszú, elnyúló láncot alkotnak.

### A sivatagi paloták építésének ideje és funkciója
Számos palota építése félbemaradt, Musattában például nem találtak az építésre vonatkozó feliratot, így a paloták túlnyomó többségének datálása bizonytalan. A Kirbat Minjában talált felirat al-Validot nevezi meg építtetőnek, valószínűleg az ő uralkodása alatt készült Uaszisz palotája és Kuszair Amra "fürdőpalotája". Kaaszr al-Hair as-Sarki építési felirata Hisám kalifát nevezi meg építtetőnek, és az ő korából származik egy falfirka Kirbat al-Mafdzsarban. Musattában egy ötsoros kúfi írással készült szöveg került elő, amely egy bizonyos Szulejmán ibn Kasizán fogalmazványa volt, aki fontos tisztségeket töltött be Hisám, I. al-Valíd és III. Jazíd kalifák uralkodása alatt. A paloták funkciója a mai napig vita tárgya, főleg azért mert nagy távolságokra találhatók a városoktól. Elképzelhető, hogy majorsági épületek voltak az akkor még termékeny területeken, ahonnan az arab előkelőségek birtokaikat igazgatták. Emellett az omajjád hercegek valószínűleg nem kedvelték a városokat egyrészt a gyakori járványok miatt, másrészt mert közelebb állhatott hozzájuk őseik életmódja, mint a letelepült városi életforma. Ezenkívül a termőterületek peremén álló palotákban élő Omajjádok így szorosabb kapcsolatot tarthattak a beduinokkal, akiknek a közelben voltak a legeltetésre alkalmas területeik.

### Az épületek szerkezete
Az omajjád-kori palotákat két egymást metsző átló alapján tervezték. Ezek az átlók az udvar sarkaiba futnak, felosztva a palota központi területét, így a bejárati rész és a mecset ugyanakkora területet foglal el, mint a lakrész a trónteremmel együtt. A paloták falaiból fél-, vagy háromnegyed-kör alakú oszlopok állnak ki. A paloták a magas falak és tornyok miatt erődítményre hasonlítanak, de nem voltak igazi erődök, mert nem rendelkeztek megfelelő eszközökkel egy esetleges ostrom visszaverésére. A bejárat és a tornyok általában dísztelenek, a tornyok belsejét gyakran kőtörmelékkel töltötték fel. Általában jellemző, hogy takarékosan bántak az építőanyaggal, sokszor a falakat csak egyszerűen bevakolták, és az építészeti elemeke például az íveket tartó féloszlopokat is dísztelenül hagyták. Minden palotához építettek mecsetet, és amikor a mecset nem a falak által határolt területen belül volt, akkor egyik fala közös volt a palotáéval, így azt is a kibla irányába tájolták. Ezek a mecsetek egyszerű épületek voltak, négyzet alaprajzúak, két vagy három a kiblafallal szemben kialakított pillérsorral. Mindegyik mecset rendelkezett mihrábbal, ez azt jelenti, hogy 709 után épültek. Minden palota rendelkezett fürdőházzal, a víz odajuttatásához vízvezetékek, vagy földalatti csőrendszereket használtak, (Kaszr al-Hair al-Garbi), vagy helyben ásott kutakból húzták fel egy emelőszerkezet segítségével. A fürdőket fűteni is kellett, a gőzfürdők, a hideg és meleg szobák rendszere a klasszikus ókori fürdőket utánozta. Előfordult az is, hogy egyetlen nagy termet használtak fürdőnek és fogadócsarnoknak is (Kirbat al-Mafdzsar). A paloták lakrészei gyakran ötszobás együttesekből álltak, ami valószínűleg azért volt így, mert egy muszlim férfi egyszerre négy nőt vehet feleségül, de egyenrangúként kell kezelnie őket. Ezeket az ötszobás együtteseket (Muttasában négy volt belőlük) "bait"-nak (ház) nevezik. A paloták belső berendezése teljesen elpusztult, csak annyit tudunk róla, hogy a szobákat művészi kivitelezésű, értékes szőnyegekkel díszítették. A feljegyzésekből kiderül, hogy a kalifák fényűző udvartartást vezettek.

### Msatta

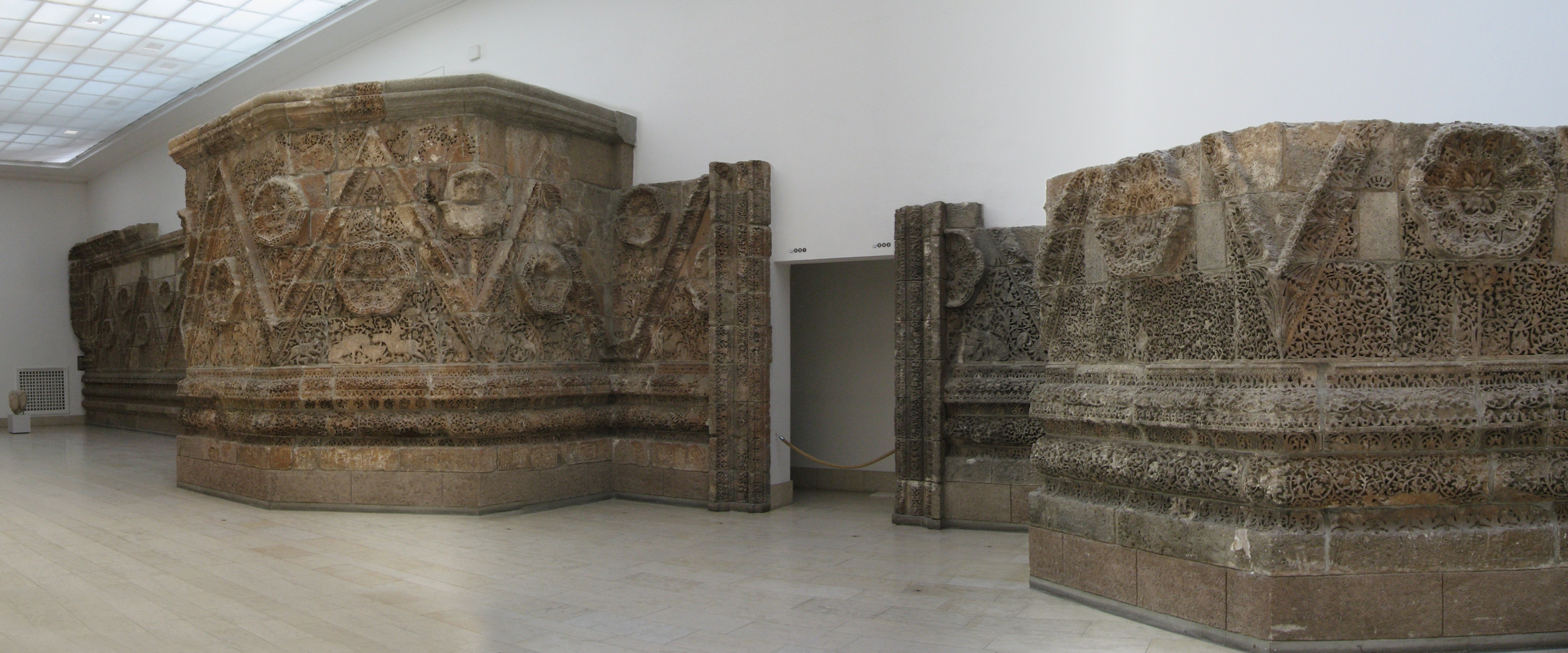
A bejárati fal helyreállított részlete, Berlin, Pergamon Múzeum

Msatta a legfényűzőbben megépített omajjád palota. Egy tágas központi udvar köré építették, az uralkodó lakosztályának három boltíve szintén erre az udvarra nyílt. A palota főbejárata az épület déli oldalán volt, a bejárati falat gondosan kidolgozott domborművekkel díszítették. A falat háromszögekre osztották, amelybe rozettákat faragtak. Az összes fennmaradó falfelületet részletesen kidolgozott domborművekkel borították be. Msatta befejezetlen állapota miatt nem lehet teljes egészében rekonstruálni a bejárati falat, az átjáróknál valószínűleg padokat helyeztek el, ahol a látogatók ülhettek, mielőtt az uralkodó fogadta őket. A hagyomány szerint az igazságszolgáltatás is ilyen átjárókban működött. A palota homlokzatát három boltív uralta, amelyek a trónterembe vezető csarnokba nyíltak. Ez a csarnok egy háromhajós helyiség volt, és egy terembe vezetett, amelyet három apszissal hosszabbítottak meg. A terem formája a keresztény templomépítészetből ered, csak annyiban különbözik tőle, hogy tájolása észak-déli irányú. A kalifa trónján ülve szemmel tarthatta az egész helyiséget, trónját közvetlenül a kiblával szemben állították fel, amelynek elhelyezkedése az egész épületegyüttes szerkezetét meghatározta. Méreteit tekintve ez az egyik legnagyobb palota, négyszögletes alaprajzának hossza 144 méter. A palota befejezetlen maradt, csak a homlokzat mögötti terület központi része készült el. Az udvar jobb oldalán a mecset állt volna, a bal oldalra fürdőt terveztek.

## Épületdíszítés

### Falmozaikok

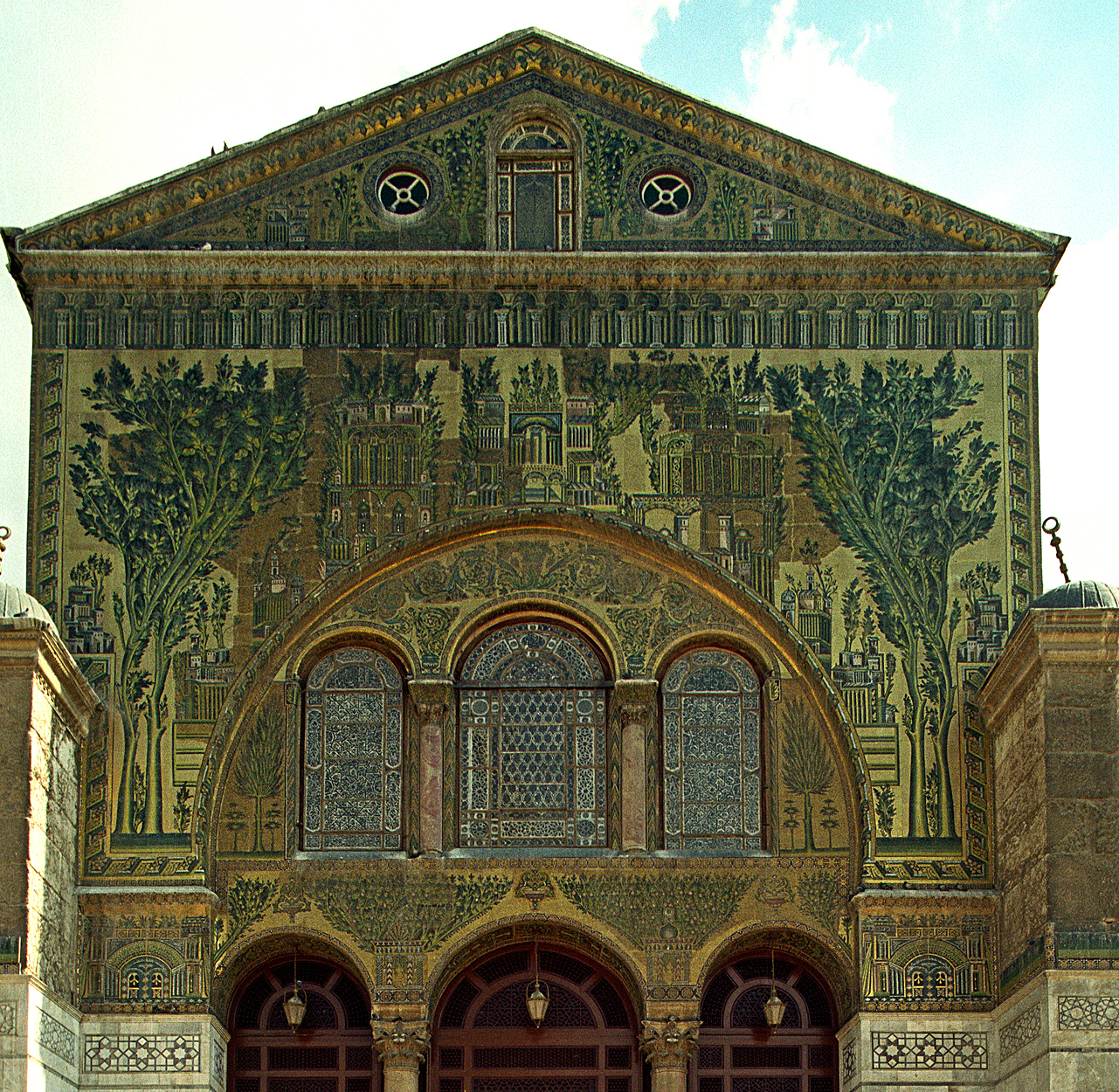
A damaszkuszi nagymecset mozaikdíszítése

A jeruzsálemi Szikladóm és a damaszkuszi nagymecset falának jelentős részét mozaikok borítják. A Szikladóm mozaikja egy arany háttér előtt álló kertet ábrázol. A felületet négyzet vagy háromszög alakú részekre osztották fel, a tereket akantuszlevelek, pálmafák és indák töltik ki. Az indák között gránátalmák és szőlőfürtök, a pálmafákon datolya látható. A mozaik változatos formavilága bizánci és szászánida mintákat követ, ezenkívül stílusa számos részletében emlékeztet a keresztény templomok mozaikdíszítésére is. (pl. hasonló akantuszmintás fákat ábrázoltak a betlehemi Jézus születése-templom mozaikján) Viszont az iráni szászánida művészet hatása ismerhető fel a fák stilizált formáján. A Szikladóm mozaikjának értelmezésére többféle elmélet született, az egyik szerint a díszes fák az édenkertre utalnak. A damaszkuszi nagymecset kerengőjének falait egy tájképet ábrázoló hatalmas méretű mozaik borítja, amely eredetileg az imaterem belső falain is folytatódott. Alsó részén egy folyó látható partjain gyümölcsfákkal és épületekkel. A fák törzse, levelei, ágai részletesen kidolgozottak. Az épületek különböző formájúak, kocka alakú házak, félkör alakú oszlopcsarnokok, vagy csoportokba rendezett pavilonok. A mozaikon nem ábrázoltak ember- vagy állatalakokat, ez az iszlámnak egy korai, az élőlények ábrázolását tiltó példája. A damaszkuszi mozaikok értelmezésére is számos kísérlet történt. Valószínű, hogy a vízfolyás a várost átszelő Barada folyó és az épületek magát a Damaszkuszt ábrázolják. Egy másik elmélet szerint a különböző épületek az iszlám világ városait mutatják be az Omajjád Birodalom központi mecsetében.

### Az omajjád épületek figurális díszítése, szobordíszítés
Míg a figuratív ábrázolás tilalma felismerhető a Szikladóm és a damaszkuszi nagymecset díszítésén az omajjád paloták dekorációin nem alkalmaztak ilyen megkötéseket. A szíriai Kaszr al-Hair al-Garbinál és a palesztinai Kirbat al-Mafdzsarnál végzett ásatások során nagyszámú figurális díszítőelemet tártak fel. Kaszr al-Hair al-Garbi díszei faragott és festett stukkóból készültek. A stukkótechnikát a szászánida művészetből vették át számos motívummal együtt, ezenkívül a bizánci és hellenisztikus művészet formakincséből is merítettek. A bejárati kapu felett ábrázolt kalifa alakja nagyon hasonlít a szászánida nagykirályok ezüsttálakról ismert alakjaira. A palota belsejében is megtalálható az uralkodó egy képmása, ahol trónján ülve jelenítették meg, ez az ábrázolás viszont bizánci mintákat követ. Egy lovas íjász alakján is nagymértékű hasonlóság ismerhető fel a szászánida ábrázolásmódhoz képest. Ezenkívül a palotában találtak még hellenisztikus stílust követő figurákat és szoborcsoportokat is. Kirbat al-Mafdzsarban a fürdő területén a nagy gyűlésterem bejárata fölött található egy kalifaábrázolás. A bejárat feletti kupolát atlaszfigurák tartják, a palota területén és a fürdőben nőszobrokat találtak. A tróntermet szárnyas lovakat, kosokat és fogolymadarakat ábrázoló domborművekkel díszítették. Musattánál nagyszámú szobortöredéket tártak fel, köztük embernagyságú férfi- és nőalakokat. A férfiszobrok szinte a felismerhetetlenségig károsodtak. Jobb állapotban tártak fel egy fekvő oroszlánszobrot, amely az uralkodói hatalom szimbóluma volt, és valószínűleg a trónteremben helyezték el. Stílusa kezdetleges, néhány részletét, például az állat sörényét később alakították ki.

### Domborműdíszítés
Az omajjád-kor legjelentősebb domborművei Musattában készültek. Ez a faldísz textilmintára hasonlít, és 57 méter hosszú. Egy cikkcakk alakú csík húzódik végig rajta, ami háromszögekre osztja fel a területet, amelyekre rozettákat véstek. A szabadon hagyott felületen a dombormű egy szőlőlugast ábrázol. A lugast emberek, állatok és mesebeli lények népesítik be. A domborművön felismerhetők griffmadarak, félig páva, félig sárkányszerű hibrid lények, oroszlánok, bárányok és kentaurok. A bejárati résznél a kaputoronytól jobbra azonban nincsenek emberek, állatok vagy képzeletbeli lények. Az egyik elmélet szerint ez azért van, mert a mesterek munkájuk alatt áttértek az iszlám hitre, a másik (valószínűbb) magyarázat szerint a homlokzat e része mögött helyezkedett el a mecset, és az imafülke is ebbe a falrészletbe kerülhetett. A domborművön hellenisztikus és szászánida hagyományok keverednek, és még a keresztény művészet hatása is felismerhető rajta. A griffmadár és a kentaur hellenisztikus, a félig páva, félig sárkány lény szászánida eredetű. A domborművön ábrázolt számos medence és az azokból ivó állatok párhuzamba állíthatók a korai keresztény művészet kút- és életfaábrázolásaival.

### Freskófestészet

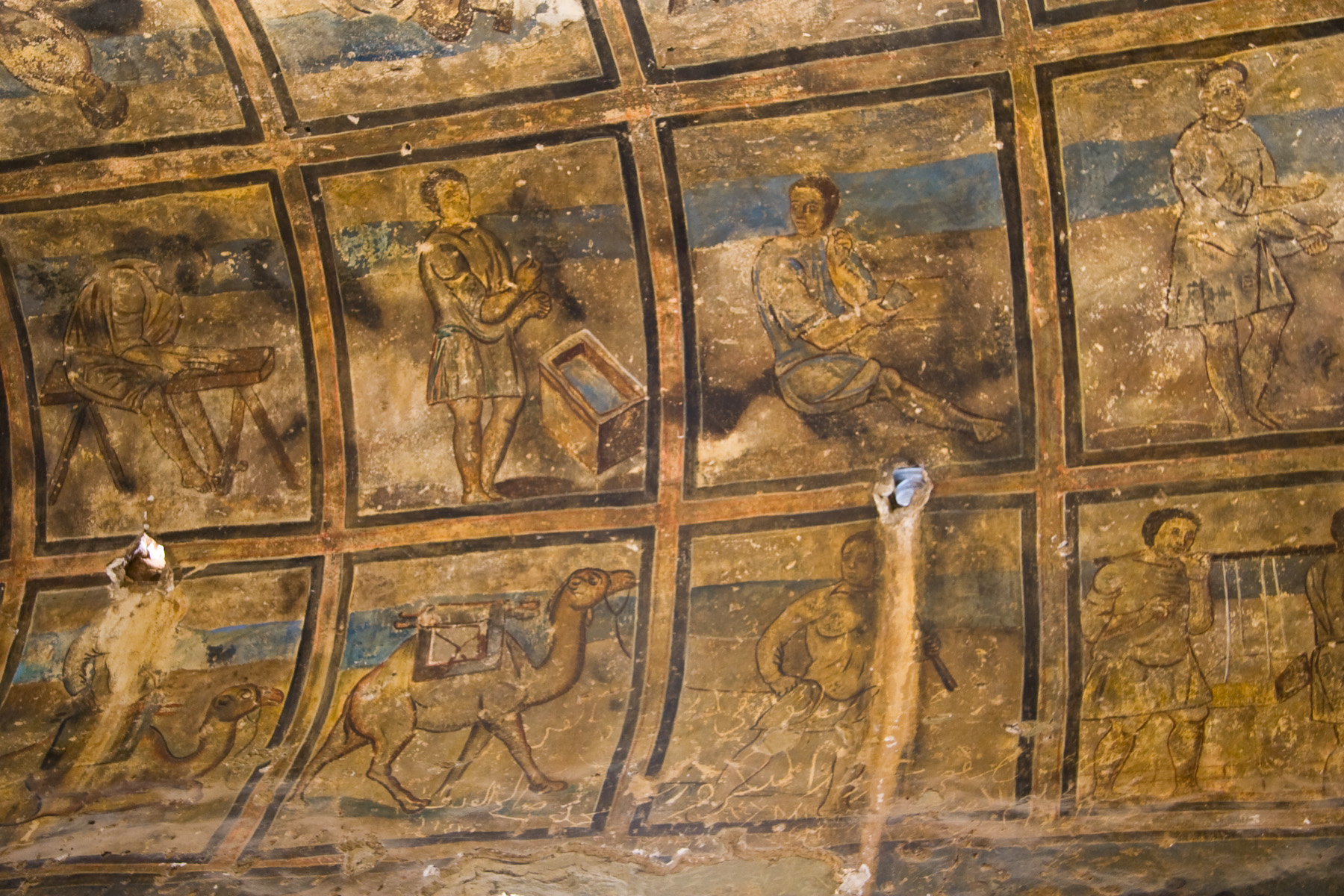
Freskó Kuszár Amrában

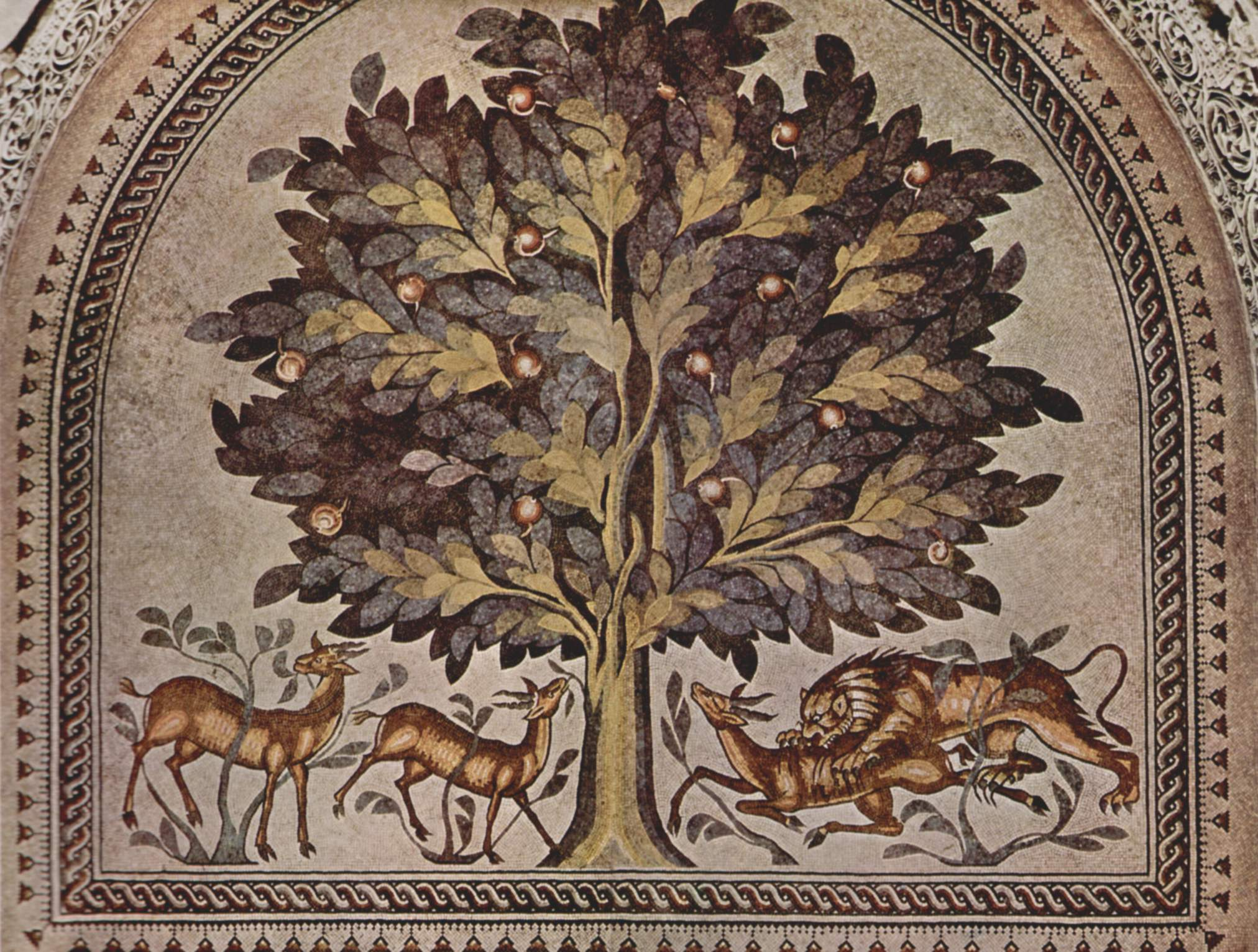
Mozaikpadló Kirbat al-Mafdzsarban

Az omajjád korból a legjelentősebb freskók Kuszár Amrában maradtak fenn. A fogadócsarnokban a kalifát ábrázolták bizáncihoz hasonló stílusban, ahogy mennyezetes trónján ül. A csarnokban ezenkívül még hat királyt és császárt jelenítettek meg, ahogy hódolnak előtte. Ezeken a képeken a bizánci császár, az iráni nagykirály, az abesszíniai négus, és Roderik a vizigót uralkodó azonosítható. A többi falon vadász- és fürdőjelenetek láthatók, számos mesterség- és állatábrázolás mellett. A caldarium (meleg fürdőhelyiség) kupolájára az északi félteke égboltját festették a csillagjegyekkel együtt. Ez az égbolt legrégebbi fennmaradt ábrázolása. A festmények komoly mesterségbeli tudásról árulkodank, színeiket gondosan válogatták ki. Kaszr al-Hair al-Garbi esetében szokatlan módon a palota padlózatát borították freskókkal, talán mozaikokat akartak pótolni velük. Az egyik helyiség padlóját festészetileg három részre osztották. A legfelső zónában két zenész, egy lantos és egy fuvolás állnak egymással szemben, a középső zónában egy gazellára vadászó férfialakot láthatunk. A kép alsó része töredékes állapotban maradt meg, úgy tűnik eredetileg ide is egy vadászjelenetet festettek. A másik helyiség padlófreskóján egy termékenységisten feje és válla látható egy nyaka körül tekeredő kígyóval, ahogy egy gyümölccsel teli kendőt tart maga előtt. A freskó felső részén a klasszikus ókorból származó mitológiai lényeket festettek a padlóra.

### Mozaikpadlók
A padlókat rendszerint mozaikokkal borították. A legtöbb mozaikot Kirbat Mijában, Kirbat al-Mafdzsarban és Kuszair Amrában tárták fel. Kirbat Minjában a mozaikok szőnyegmintát ábrázolnak, egy központi mintával és az azt körülvevő részekkel. A mozaikok mintája változatos és bonyolult egymásba kapcsolódó részekből áll, amelyeket egy másik, kanyargó szalagokból álló szegély vesz körbe. Egy-egy részt művészien megformázott csomóminta zár le, amelynek bajelhárító hatást tulajdonítottak. Kirbat al-Mafdzsar ünnepi termében található mozaikok a hellenisztikus mozaikok térillúzióját idézik fel. A minták alkalmazkodnak a terem mennyezetének formáihoz, a kupolák alatt kör alakú, a dongaboltozatos részek alatt négyzet alakú jeleneteket alakítottak ki. Az egyetlen figurális fozaikpadlót a palota tróntermében tárták fel. Propagandisztikus célból készítették, a kalifa hatalmának erősítésére. Egy fát ábrázol, amelynek ágain tizenöt gyümölcs található. A fa emlékeztet a damaszkuszi nagymecset mozaikjain látható fákra. A fát állatok veszik körül, bal oldalról egy gazellapár a fa leveleit legeli (a békét jelképezik), a jobb oldalon egy oroszlánt egy gazellát ránt le (a háború allegóriája).
A muszlimok gondolkodása szerint az iszlám világban béke van, amíg a hitetlenek földjén háborúznak, és ezt a békét a kalifa kormányzása biztosítja.